# Außernzell
Außernzell ist eine Gemeinde im niederbayerischen Landkreis Deggendorf und ein Mitglied der Verwaltungsgemeinschaft Schöllnach.

## Geografie

### Lage
Der Ort in der Region Donau-Wald liegt im Tal der Kleinen Ohe am Übergang vom Donautal zum Bayerischen Wald.

### Gemeindegliederung
Die Gemeinde hat 28 Gemeindeteile (in Klammern ist der Siedlungstyp angegeben):
- Allharting (Dorf)
- Anzing (Weiler)
- Atzing (Weiler)
- Außernzell (Pfarrdorf)
- Außerrötzing (Dorf)
- Bösmaign (Weiler)
- Daming (Weiler)
- Engelreiching (Dorf)
- Gaißa (Weiler)
- Gaißamühle (Einöde)
- Großmeicking (Dorf)
- Gunterding (Weiler)
- Gunzing (Dorf)
- Hartreut (Einöde)
- Hochwurz (Einöde)
- Hummelreut (Einöde)
- Irrach (Weiler)
- Kleinmeicking (Dorf)
- Maign (Dorf)
- Perling (Dorf)
- Priefing (Weiler)
- Ramperting (Weiler)
- Reiserhof (Einöde)
- Schacha (Weiler)
- Schülerreut (Einöde)
- Solla (Dorf)
- Steinreut (Weiler)
- Untergriesgraben (Einöde)

Es existiert nur die Gemarkung Außernzell.

## Geschichte

### Bis zur Gemeindegründung
„Zum ersten Mal wird Cella genannt in einer Urkunde vom 27.01.1005, in welcher Kaiser Heinrich II. dem Kloster Niederaltaich 12 Orte, darunter Cella = Außernzell bestätigt.“

Im Jahre 1149 bestätigte Papst Eugen III. dem Kloster den Besitz einer Pfarrkirche nebst Zubehör. Der hier befindliche Maierhof wurde später zum Amthof erhoben. Nach Beendigung des Dreißigjährigen Krieges (1618–1648) grassierte die Pest. Der erste Schulmeister wurde im Jahr 1716 registriert. Im Österreichischen Erbfolgekrieg (1740–1745) wurde im Juni 1742 vom Feind die Kirche und das Wirtshaus geplündert, der Kaplan schwer misshandelt. Am 13. Dezember 1742 plünderten kroatische Truppen erneut den Ort.
Außernzell gehörte zum Rentamt Straubing und zum Landgericht Hengersberg des Kurfürstentums Bayern. Die Säkularisation in Bayern brachte 1803 die Gründung der ersten Gemeindeschule. Mit dem Gemeindeedikt von 1818 entstand die heutige Gemeinde.

### 20. Jahrhundert
Im Jahr 1972 wurden die Pfarrkirche renoviert und um zwei Seitenschiffe erweitert. 

### Verwaltungsgemeinschaft
Seit der Gemeindegebietsreform 1978 bildet Außernzell zusammen mit dem Markt Schöllnach die Verwaltungsgemeinschaft Schöllnach.

### Einwohnerentwicklung
Im Zeitraum 1988 bis 2018 wuchs die Gemeinde von 1265 auf 1433 um 168 Einwohner bzw. um 13,3 %.
| Jahr      | 1910 | 1961 | 1970 | 1987 | 1991 | 1995 | 2000 | 2005 | 2010 | 2015 |
| Einwohner | 1044 | 1322 | 1256 | 1261 | 1305 | 1365 | 1435 | 1438 | 1440 | 1391 |

## Politik

### Bürgermeister
Erster Bürgermeister ist seit Mai 2008 Michael Klampfl (CSU/Junge Liste). Dieser wurde 2014 ohne Gegenkandidaten mit 92,5 % der abgegebenen Stimmen im Amt bestätigt. Bei den Kommunalwahlen am 15. März 2020 wurde er im ersten Wahlgang mit 68,02 Prozent bei einer Gegenkandidatin erneut wiedergewählt.

### Gemeinderat
Die Kommunalwahlen von 2020 und 2014 ergaben folgende Sitzverteilung (in Klammern das Wahlergebnis in Prozent):
|      | CSU        | FWG        | Junge Liste | Gesamt |
| 2020 | 6 (49,4 %) | 4 (35,3 %) | 2 (15,2 %)  | 12     |
| 2014 | 5 (40,8 %) | 5 (38,2 %) | 2 (21,0 %)  | 12     |

### Finanzen 2015
Die Schulden der Gemeinde beliefen sich auf 1,81 Millionen €, die kommunale Pro-Kopf-Verschuldung betrug 1302 €.

### Wappen
| Wappen der Gemeinde Außernzell | Blasonierung: „In Gold über einem grünen Dreiberg eine blaue heraldische Lilie, umgeben von einer blauen Kette.“ |
| Wappen der Gemeinde Außernzell | Das Wappen wird seit 1986 geführt.                                                                               |

### Partnergemeinde
Partnergemeinde von Außernzell ist Dýšina in Tschechien.

## Sehenswürdigkeiten

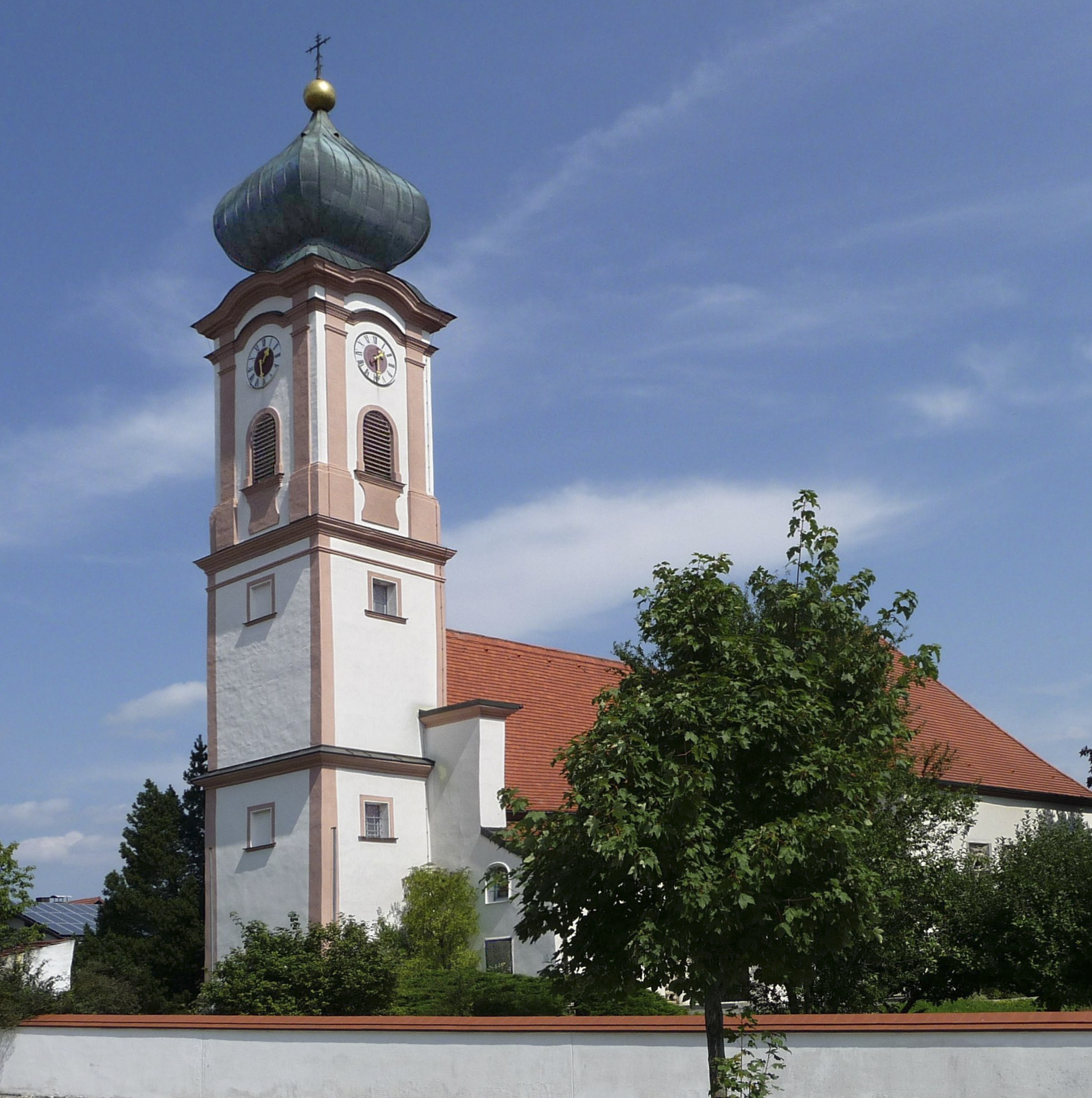
Die katholische Pfarrkirche Maria Himmelfahrt

Das Ortsbild wird geprägt von der katholischen Pfarrkirche Mariae Himmelfahrt sowie der Filialkirche St. Leonhard. Das Hauptschiff der Pfarrkirche entstand um 1550. 1972 erhielt sie ein neues, originelles Querhaus. Das Sakramentshäuschen ist spätgotisch, die Kanzel barock. 
Seit alters her gab es in Außernzell eine Wallfahrt zum heiligen Leonhard. Die neugotische Leonhardskirche entstand 1884 anstelle einer alten Wallfahrtskapelle.

## Wirtschaft und Infrastruktur

### Wirtschaft einschließlich Land- und Forstwirtschaft
Es gab 2017 nach der amtlichen Statistik 253 sozialversicherungspflichtig Beschäftigte am Arbeitsort. Von den Einwohnern waren 608 Personen sozialversicherungspflichtig beschäftigt, so dass sich ein Auspendler-Überschuss von 355 Personen ergibt. 2016 bestanden 51 landwirtschaftliche Betriebe (1999 waren es noch 86). Die landwirtschaftlich genutzte Fläche waren 1398 ha, davon waren 730 ha Ackerfläche und 667 ha Dauergrünfläche.
Im Vergleich die Daten von 1998 (in Klammern die Steigerung/Reduzierung):
- 180 sozialversicherungspflichtig Beschäftigte am Arbeitsort (+ 41 %)
- 469 Einwohner in sozialversicherungspflichtiger Beschäftigung (+ 30 %)
- 289 mehr Auspendler als Berufstätige (+ 23 %)
- 86 landwirtschaftliche Betriebe (−41  %)
- 1355 ha landwirtschaftlich genutzte Fläche (+ 3 %)

### Bildung
Im Jahr 2018 existierten folgende Einrichtungen:
- Eine Kindertageseinrichtung mit 87 Plätzen und 55 betreuten Kindern
- Eine Grundschule mit 3 Klassen und 55 Schülern

1999 waren es 50 Kindergartenplätze mit 69 betreuten Kindern und eine Volksschule mit 83 Schülern.

## Persönlichkeiten
- Michael Kurz (1876–1957), Architekt, wurde hier geboren
- Josef Fottner (1909–1983), Maler, lebte hier von 1975 bis 1982
- Fritz Gerstl (1923–2014), Politiker, Landrat des Landkreises Passau